# Стефан Димитров (офицер)
Вижте пояснителната страница за други личности с името Стефан Димитров.
Стефан Иванов Димитров е български офицер, инженер, генерал-майор, доктор.

## Биография
Роден е на 26 ноември 1942 г. в град Стамболийски. През 1965 г. завършва Висшето народно военно училище във Велико Търново с военна специалност „танкист-строеви“ и гражданска специалност „Двигатели с вътрешно горене“. Службата си започва като командир на взвод в сто и четвърти учебен танков полк в Асеновград. Остава на тази длъжност до 1968 г., когато е назначен за командир на танкова рота в сто и втори мотострелкови полк в Девин. В периода 1972 – 1975 г. учи Военната академия в София. След това поради отличен успех е удостоен (без приемни изпити) с редовна аспирантура (докторант) в Академията. През 1980 г. защитава дисертация на тема „Основи, подготовка и водене на настъпателната операция за овладяване на централна Гърция“. Между 1977 и 1982 г. е старши преподавател към катедра „Стратегия и оперативно изкуство“ и преподава оперативно изкуство, стратегия и военна география във Военната академия. От 1982 до 1986 г. е старши-помощник в Оперативното управление на Генералния щаб.
Между 1986 и 1988 г. учи в Академията на Генералния щаб в Москва. В края на 80-те години е в редакторската колегия на сп. Армейски комунист. Има кратки специализации в САЩ и Франция. В периода 1988 – 1991 г. е началник на отдел „Планиране“ в Оперативното управление на ГЩ. Участник в Парада на победата в гр. Далас, САЩ по случай победата на коалицията в първата война в Персийския залив. От 1991 до 1992 г. е заместник-началник на Оперативно управление на Генералния щаб на Българската армия. През 1991 г. оглавява екип, който разработва „Концепция за реформа на българската армия за периода 1991 – 2000 г.“. Освен това участва в екип за разработване на АСУ БА „Зора“ и „Концепция за националната сигурност на България 1991 г.“. От 1992 г. с указ на президента на Република България е генерал-майор. Между 1992 и 1997 г. е генерал-адютант-началник на Военния кабинет на президента Жельо Желев. Организира и ръководи церемонията и тържеството по посрещане на националния отбор по футбол, след завръщане от световното първенство в САЩ където завоюва 4-то място. В периода 1997 – 2000 г. е аташе по отбраната в Москва. От 1999 до 2000 г. е президент на Московската асоциация на военните аташета. На 7 юли 2000 г. е удостоен с висше военно звание генерал-майор. От 2002 до 2005 г. е изпълнителен директор на Балканския политически клуб. Между 2005 и 2006 г. е консул-пълномощен министър в Новосибирск. В периода 2011 – 2013 г. е председател на съвета на директорите на „ТЕРЕМ“ ЕАД. От 2010 до 2012 г. е председател на Съюза на офицерите от резерва „Атлантик“, а след това е избран за почетен председател. Носител е на ордени „За вярна служба под знамената“ – I степен и „За заслуги към министерството на отбраната“, както и на ордени за гражданска заслуга Франция, Гърция, Испания и Португалия. Има над 60 научни и военно-политически публикации. Учил е френски език 1 – 7 ниво във Френския културен институт. Организира и участва в множество конференции в България, Грузия, Абхазия и други страни. Семеен е с две деца и 5 внуци.
Член е на управителния съвет на СОРА.

## Образование
- Висшето народно военно училище – до 1965
- Военната академия „Г.С.Раковски“ – 1972 – 1975
- Военна академия на Генералния щаб на Въоръжените сили на СССР – 1986 – 1988

## Военни звания
- Инженер-лейтенант (1965)
- Инженер-старши лейтенант (1968)
- Капитан-инженер (1972)
- Майор-инженер (1976)
- Подполковник (1982)
- Полковник (1986)
- Генерал-майор с 1 звезда (май 1992)
- Генерал-майор с 2 звезди (7 юли 2000)

## Избрана библиография
- с ген.-лейтенант Ангел Ангелов. Срещен бой на танковите съединения в началото на войната.
- Икономически подходи при планирането на оперативната подготовка на войските. сп. Военна мисъл
- Военни баланси и дисбаланси на Балканите Военен журнал : двумесечно издание на Министерство на отбраната. ISSN 0861 – 7392. – LIX, 6 (1996), с. 46 – 49
- Ролята на БПКлуб в диалога за разбирателство на Балканите. Тбилиси
- Приносът на Балканския политически клуб за сигурността и стабилността на Балканите, като част от Европа. Форум на OCCE
- Доклад на МНК в Брюксел (централата на НАТО), юни 1992 г.: „Проблеми при реализиране на реформата на Българската армия“
- Особености на висшето образование в България – доклад на МНК в Омския педагогически институт, гр. Омск.